# سبياء
السِبْيَاء أو السيبيا أو الحَبَّار أو الحُبَّار أو الصبيدج أو السبَّيدج أو أو السَّبِيدَج أو الصبياء أو الدمياء جنس من رأسيات الأقدام به غدة تفرز مادة سوداء اللون تنتشر حولها في الماء فتخفيها عن الأنظار.

## تصنيف
الأنواع ذات ال(*) تدل على أن حالتها (غير محددة) من ناحية كونها نوع في جنس السيـبـيا أو مجرد مرادف (مرادف لاسم علمي آخر) ، وعلامة الإستفهام (؟) تدل على أن حالة هذه الأنواع (مشكوك بها) من ناحية صحة تصنيفها ضمن جنس السيـبـيا.
- جنس Sepia
  - جنيس Acanthosepion
    - Sepia aculeata, حبار إبَريّ
    - Sepia brevimana, حبار قصير الهراوة
    - Sepia esculenta حبار ذهبيّ اللون
    - Sepia lycidas, حبار ذو الشفتين المُقَـبِّلَة
    - Sepia prashadi, حبار مُقَـبَّع
    - Sepia recurvirostra, حبار ذو (عمود فقاريّ أو شوكة) مقوّسة
    - Sepia savignyi, حبار عريض الظهر
    - Sepia smithi, smith's cuttlefishحبار سَمِيث أو صَمِيث أو إسْمِث أو إصْمِث

  - جنيس Anomalosepia
    - Sepia australis, حبار جنوبيّ
    - Sepia omani, حبار عمان

  - جنيس Doratosepion
    - Sepia andreana, حبار أندِريا
    - Sepia appellofi
    - Sepia arabica, حبار عربي
    - Sepia bidhaia
    - Sepia braggi, الحبار النحيل
    - Sepia kobiensis, حبار كوبي kobi
    - Sepia longipes, حبار طويل المجس (ذراع)
    - Sepia lorigera, حبار عنكبوتيّ
    - Sepia murrayi, حبار ضفدعيّ
    - Sepia trygonina, حبار ذو رمح ثلاثي الشعب

  - جنيس Rhombosepion
    - Sepia elegans, حبار أنيق
    - Sepia madokai, حبار مَدُوكِي madokai
    - Sepia orbignyana, حبار ورديّ (زهريّ)

  - جنيس Sepia
    - Sepia apama, الحبار الأستراليّ العملاق
    - Sepia bandensis, حبار ذو أشواك مُجدّعَة (أشواك مقصوصة النهايات)
    - Sepia bertheloti, حبار إفريقيّ
    - Sepia elobyana, حبار غينيّ
    - Sepia latimanus, حبار الهراوة العريضة
    - Sepia mestus, حبار حاصد
    - الخذاق أو الحبار الشائع
    - Sepia papuensis, حبار بابويّ (بابويّ من دولة بابوا غينيا الجديدة)
    - Sepia pharaonis, حبار فرعون
    - Sepia plangon, حبار نادب (نادب من النُدبة أي الحِدَاد)

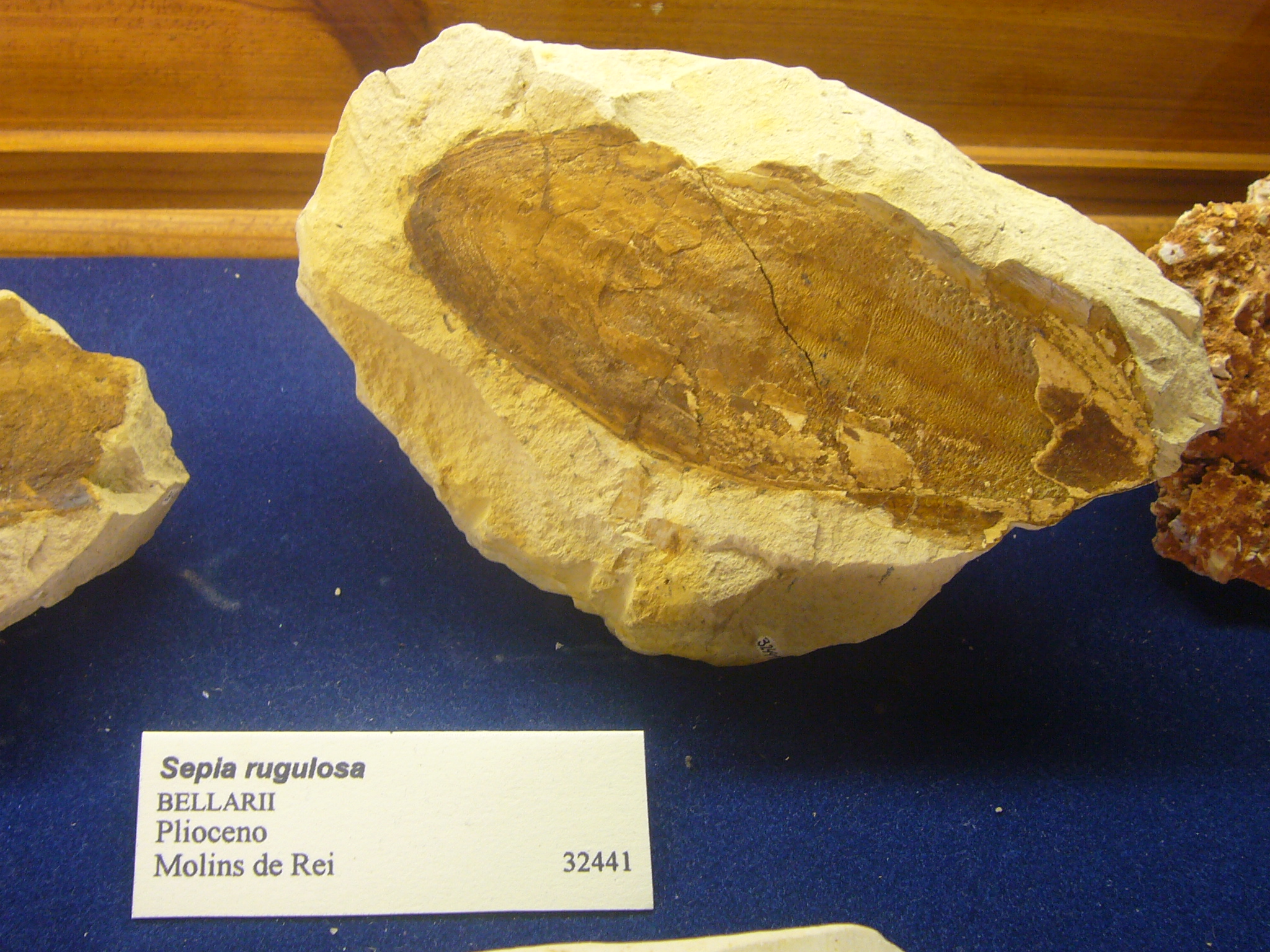
أحفورة من عصر البليوسين للسان البحر لرخوي من نوع Sepia rugulosa

## معرض صور أنواع مختلفة من جنس السيبيا

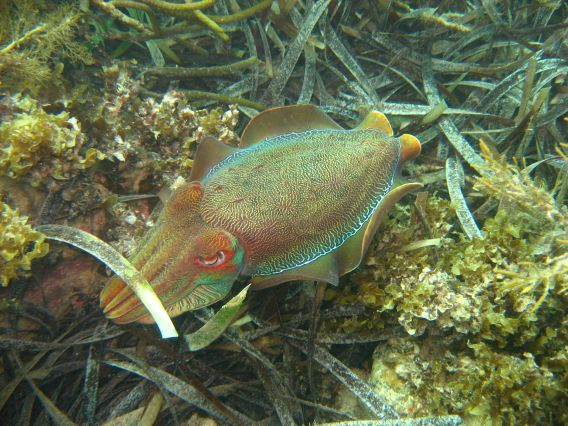
نوع من الحبار وإسمه العلميّ Sepia apama
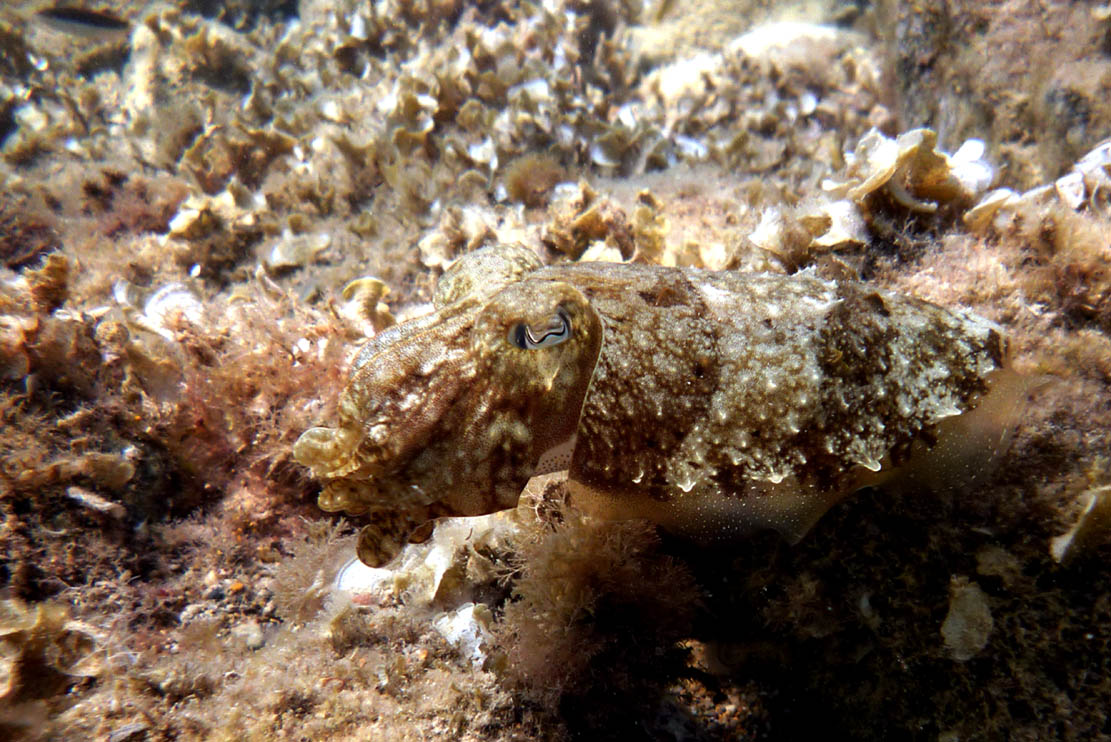
Sepia elegans
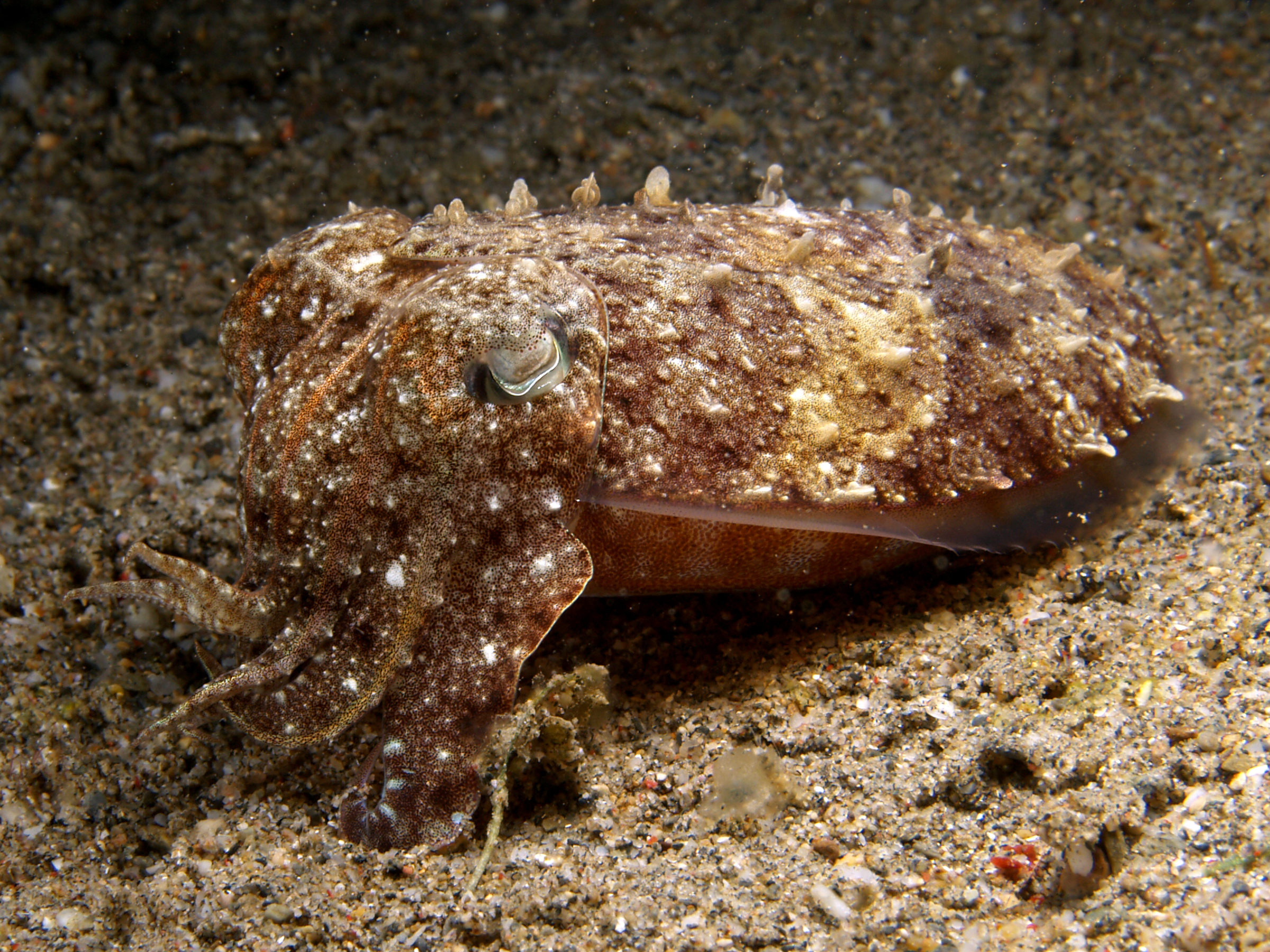
Sepia latimanus
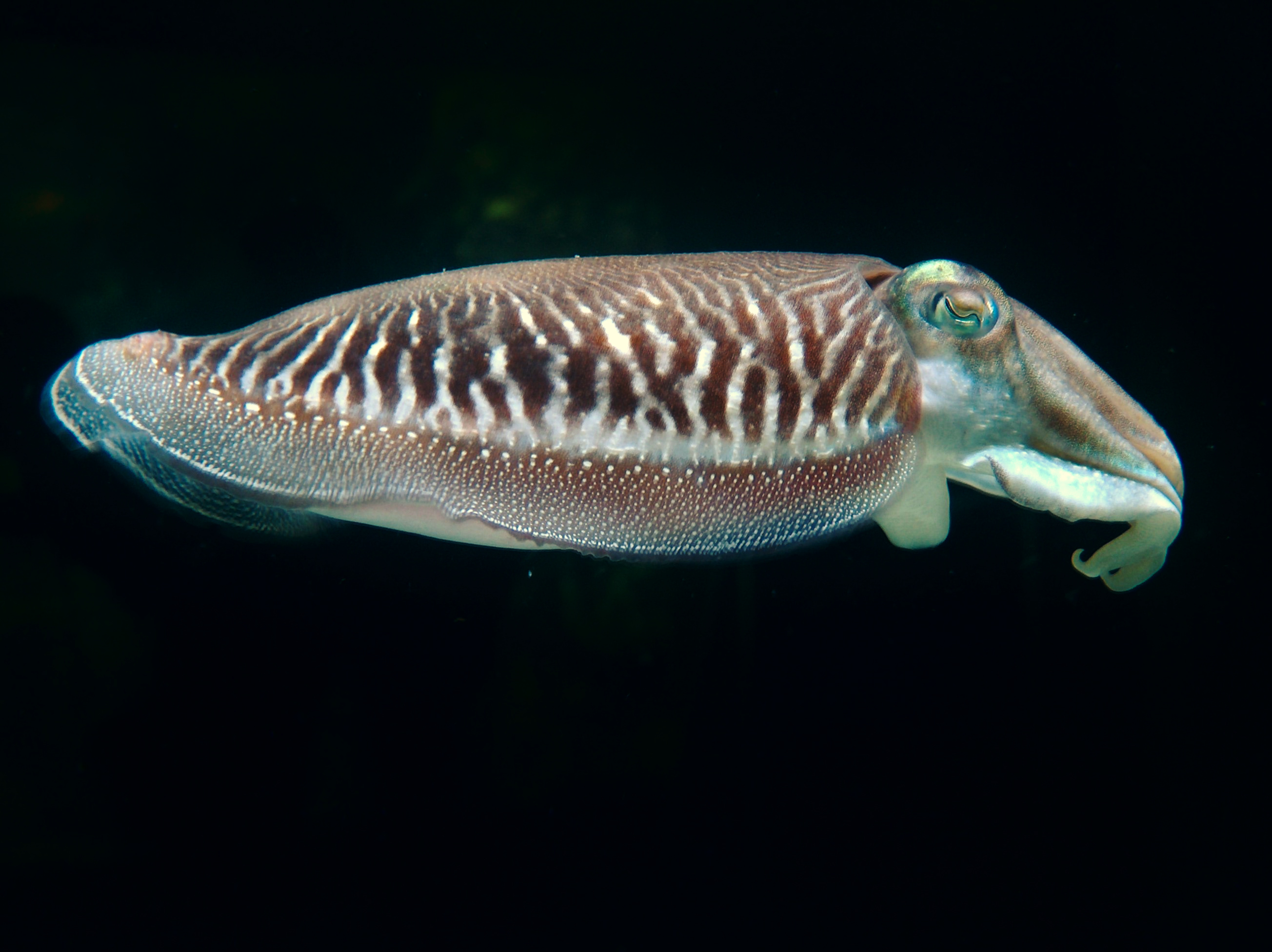
خذاق
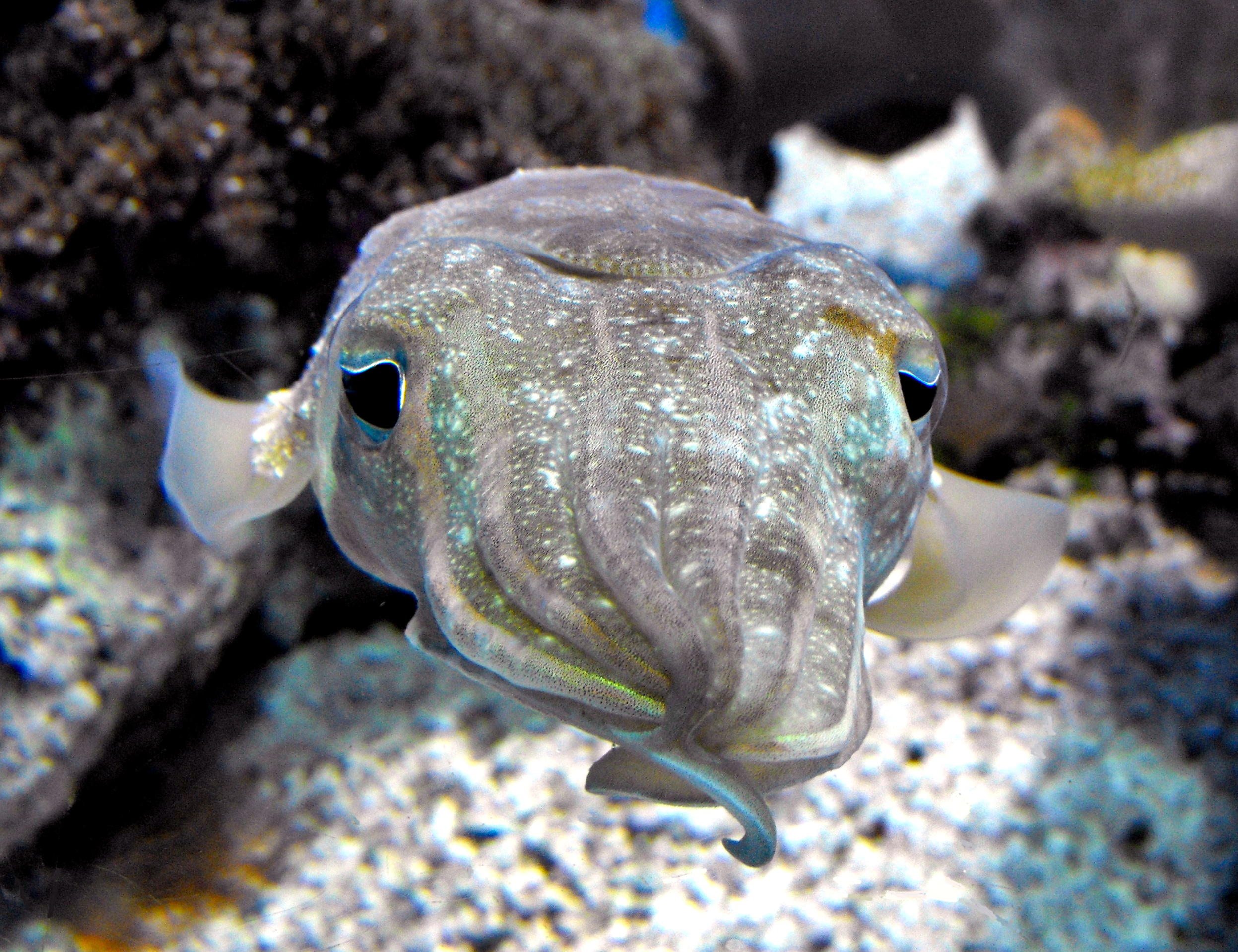
Sepia pharaonis
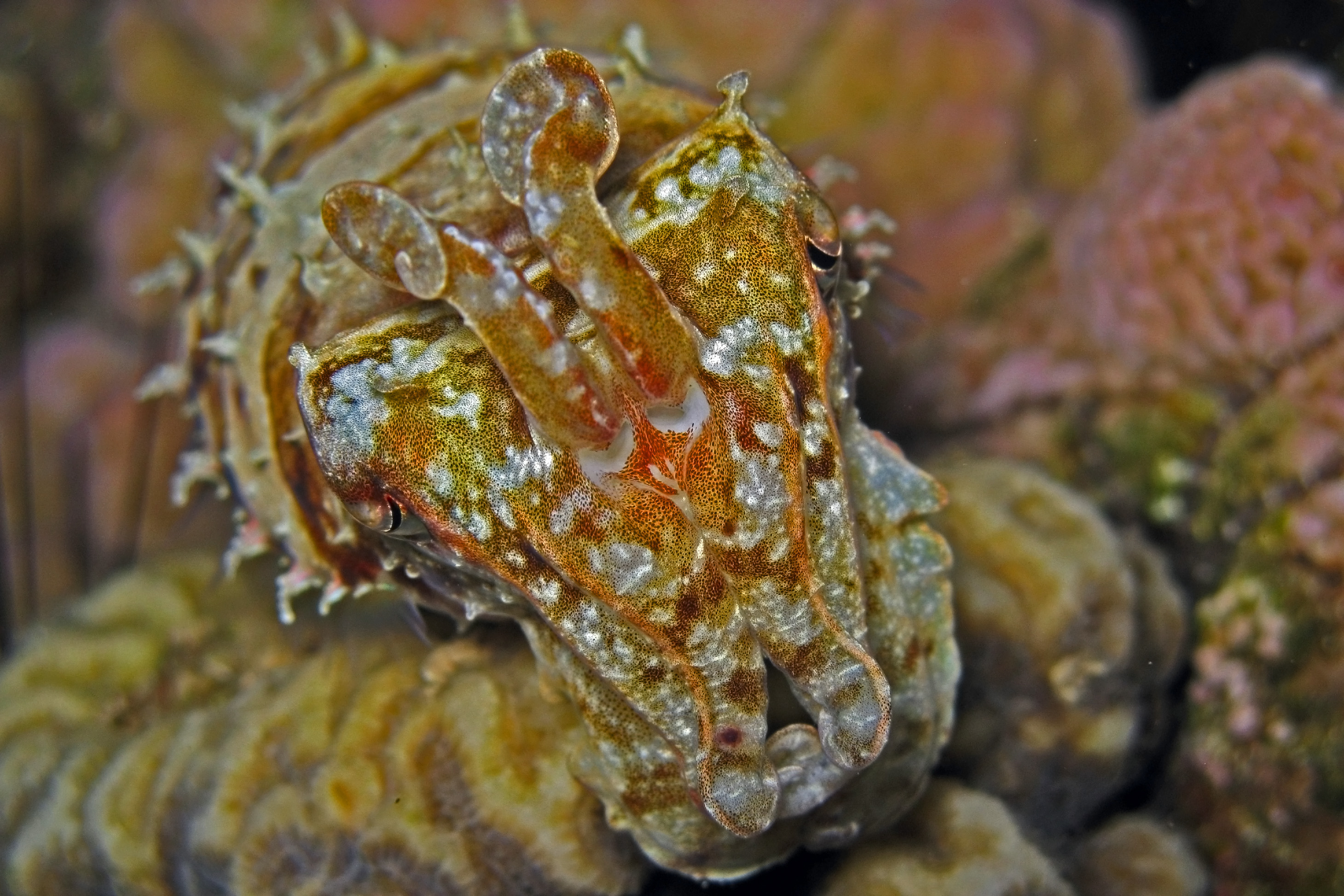
Sepia prashadi
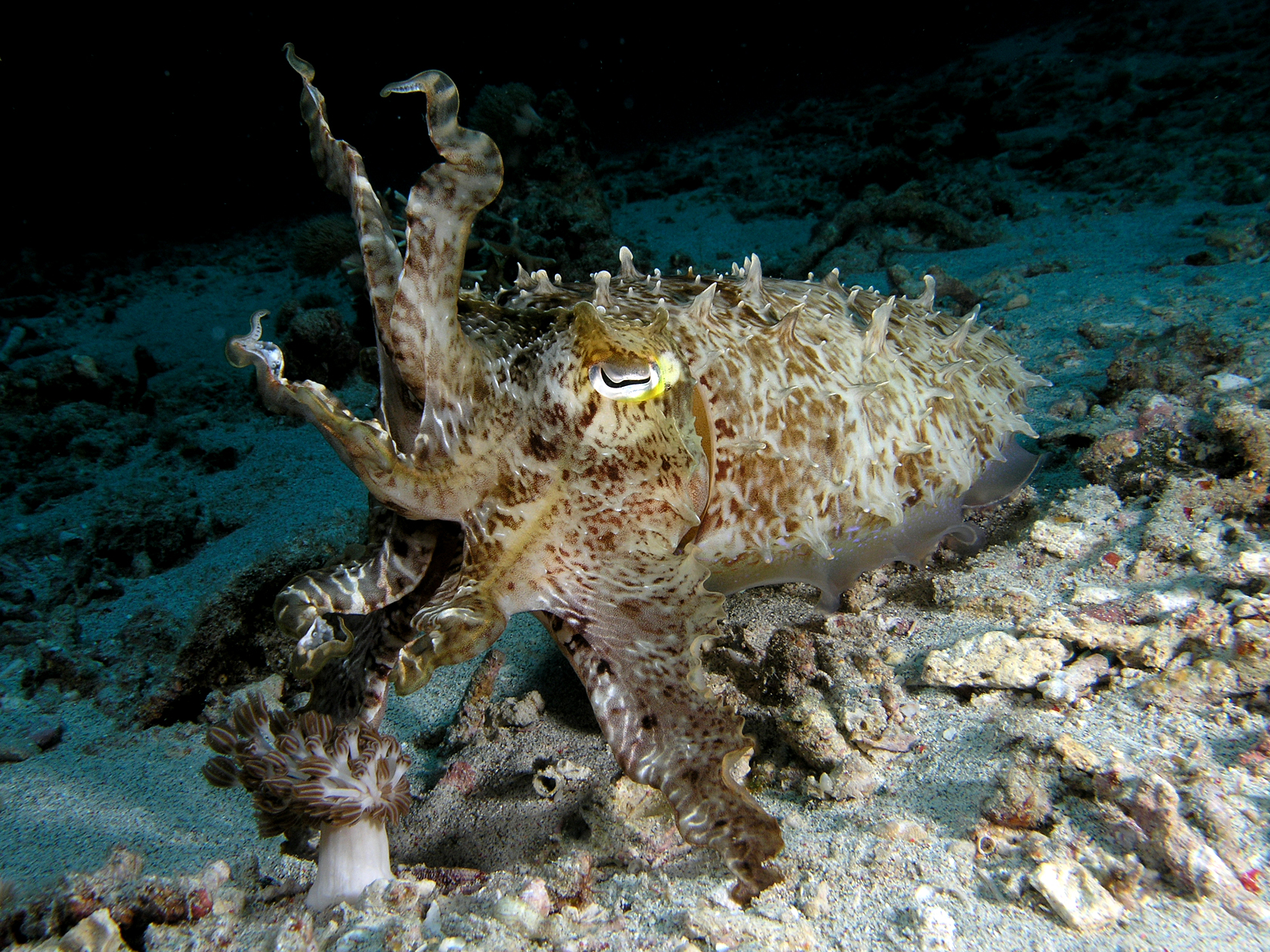
نوع من الSepia